# 2195 Tengström
2195 Tengström è un asteroide della fascia principale. Scoperto nel 1941, presenta un'orbita caratterizzata da un semiasse maggiore pari a 2,2221491 au e da un'eccentricità di 0,1050970, inclinata di 4,57402° rispetto all'eclittica. Ha un diametro di 8,627	km	e un periodo di rotazione di 2,82112 ore.
L'asteroide è dedicato all'astronomo svedese Erik Tengström.